# Mitchelton-Scott/Saison 2020
Diese Liste beschreibt die Erfolge des Radsportteams Mitchelton-Scott in der Saison 2020. 

## Mannschaft
| Teamkader 2020          | Teamkader 2020     | Teamkader 2020         | Teamkader 2020                      |
| Name                    | Geburtsdatum       | Land                   | Vorheriges Team                     |
| ----------------------- | ------------------ | ---------------------- | ----------------------------------- |
| Edoardo Affini          | 24. Juni 1996      | Italien                | SEG Racing Academy (2018)           |
| Michael Albasini        | 20. Dezember 1980  | Schweiz                | HTC-Highroad (2011)                 |
| Jack Bauer              | 7. April 1985      | Neuseeland             | Quick-Step Floors (2017)            |
| Sam Bewley              | 22. Juli 1987      | Neuseeland             | PureBlack Racing (2012)             |
| Brent Bookwalter        | 16. Februar 1984   | Vereinigte Staaten     | BMC Racing Team (2018)              |
| Esteban Chaves          | 17. Januar 1990    | Kolumbien              | Colombia (2013)                     |
| Luke Durbridge          | 9. April 1991      | Australien             | Jayco-AIS (2011)                    |
| Alexander Edmondson     | 22. Dezember 1993  | Australien             | Jayco-AIS World Tour Academy (2015) |
| Tsgabu Grmay            | 25. August 1991    | Äthiopien              | Trek-Segafredo (2018)               |
| Kaden Groves            | 23. Dezember 1998  | Australien             | SEG Racing Academy (2019)           |
| Jack Haig               | 6. September 1993  | Australien             | Jayco-AIS World Tour Academy (2015) |
| Lucas Hamilton          | 12. Februar 1996   | Australien             | UniSA-Australia (2017)              |
| Michael Hepburn         | 17. August 1991    | Australien             | Jayco-AIS (2011)                    |
| Damien Howson           | 13. August 1992    | Australien             | Jayco-AIS World Tour Academy (2013) |
| Daryl Impey             | 6. Dezember 1984   | Südarfika              | NetApp (2011)                       |
| Christopher Juul-Jensen | 6. Juli 1989       | Dänemark               | Tinkoff-Saxo (2015)                 |
| Alexander Konychev      | 25. Juli 1998      | Italien                | Dimension Data for Qhubeka (2019)   |
| Cameron Meyer           | 11. Januar 1988    | Australien             | Dimension Data (2016)               |
| Luka Mezgec             | 27. Juni 1988      | Slowenien              | Giant-Alpecin (2015)                |
| Mikel Nieve             | 26. Mai 1984       | Spanien                | Team Sky (2017)                     |
| Barnabás Peák           | 29. November 1998  | Ungarn                 | SEG Racing Academy (2019)           |
| Nick Schultz            | 13. September 1994 | Australien             | Caja Rural-Seguros RGA (2018)       |
| Callum Scotson          | 10. August 1996    | Australien             | Mitchelton-BikeExchange (2018)      |
| Dion Smith              | 3. März 1993       | Neuseeland             | Wanty-Groupe Gobert (2018)          |
| Robert Stannard         | 16. September 1998 | Australien             | Mitchelton-BikeExchange (2018)      |
| Adam Yates              | 7. August 1992     | Vereinigtes Königreich | Club Cycliste d'Étupes (2013)       |
| Simon Yates             | 7. August 1992     | Vereinigtes Königreich | 100% me (2013)                      |
| Andrei Seiz             | 14. Dezember 1986  | Kasachstan             | Astana (2019)                       |
|                         |                    |                        |                                     |
| Quelle: ProCyclingStats |                    |                        |                                     |

## Erfolge

### Erfolge in der UCI WorldTour
In den Rennen der Saison 2020 der UCI WorldTour gelangen die nachstehenden Erfolge.
| Datum            | Rennen                          | Fahrer         |
| ---------------- | ------------------------------- | -------------- |
| 25. Februar      | 3. Etappe UAE Tour              | Adam Yates     |
| 23.–27. Februar  | Gesamtwertung UAE Tour          | Adam Yates     |
| 10. September    | 4. Etappe Tirreno-Adriatico     | Lucas Hamilton |
| 11. September    | 5. Etappe Tirreno-Adriatico     | Simon Yates    |
| 7.–14. September | Gesamtwertung Tirreno-Adriatico | Simon Yates    |

### Erfolge in der UCI ProSeries
In den Rennen der UCI ProSeries gelangen die nachstehenden Erfolge.
| Datum         | Rennen                 | Fahrer     |
| ------------- | ---------------------- | ---------- |
| 22. Februar   | 4. Etappe Ruta del Sol | Jack Haig  |
| 17. September | Coppa Sabatini         | Dion Smith |

### Erfolge in des UCI Continental Circuits
In den Rennen des UCI Continental Circuits gelangen die nachstehenden Erfolge.
| Datum        | Rennen                             | Kat. | Fahrer           |
| ------------ | ---------------------------------- | ---- | ---------------- |
| 7. Februar   | 3. Etappe Herald Sun Tour          | 2.1  | Kaden Groves     |
| 9. Februar   | 5. Etappe Herald Sun Tour          | 2.1  | Kaden Groves     |
| 6. August    | 1. Etappe Czech Cycling Tour (MZF) | 2.1  | Mitchelton-Scott |
| 9. August    | 4. Etappe Czech Cycling Tour       | 2.1  | Damien Howson    |
| 6.–9. August | Gesamtwertung Czech Cycling Tour   | 2.1  | Damien Howson    |

## Erfolge bei den Nationalen Straßen-Radsportmeisterschaften
In den Rennen der Nationalen Straßen-Radsportmeisterschaften 2020 gelangen die nachstehenden Erfolge.
| Datum      | Rennen                                           | Fahrer         |
| ---------- | ------------------------------------------------ | -------------- |
| 8. Januar  | Australische Meisterschaft – Einzelzeitfahren    | Luke Durbridge |
| 12. Januar | Australische Meisterschaft – Straßenrennen       | Cameron Meyer  |
| 7. Februar | Südafrikanische Meisterschaft – Einzelzeitfahren | Daryl Impey    |
| 21. August | Ungarische Meisterschaft – Einzelzeitfahren      | Barnabas Peak  |